# Thomas Treß
Thomas Treß (* 31. Januar 1966 in Riedlingen) ist ein deutscher Fußballfunktionär.

## Leben
Treß ist examinierter Wirtschaftsprüfer sowie Steuerberater und begleitete als Partner der Wirtschaftsprüfungsgesellschaft RölfsPartner zunächst die Sanierung des Bundesligisten Borussia Dortmund.
Seit dem 1. Januar 2006 ist er als Geschäftsführer beim BVB verantwortlich für die Bereiche Finanzen und Organisation. Gemeinsam mit Reinhard Rauball und Hans-Joachim Watzke rettete er den Traditionsverein 2006 durch die Restrukturierung der Verbindlichkeiten vor der Insolvenz.
Am 5. November 2013 wurde er vom Finance Magazin mit dem Award CFO des Jahres 2013 ausgezeichnet.